# Nikita (film)
Pour les articles homonymes, voir Nikita.
Pour plus de détails, voir Fiche technique et Distribution.
Nikita est un film franco-italien réalisé par Luc Besson et sorti en 1990. Il s'agit de la première incursion de Besson dans le film d'action avant le film Léon (1994). Le film raconte les aventures de Nikita, jeune femme rebelle et toxicomane. Elle fait partie d'une bande de voyous sans scrupules et, avec après commis un crime, est forcée de travailler comme espionne pour les services secrets français.
Le film est un succès commercial et a dépassé les trois millions d'entrées en salles lors de sa sortie française. Il a été nommé à neuf reprises lors de la 16e cérémonie des César en 1991, notamment dans les catégories de meilleur film, meilleur réalisateur et meilleure musique, mais il est devancé par Cyrano de Bergerac de Jean-Paul Rappeneau, lauréat de dix trophées, et n'obtient finalement qu'une seule récompense, le César de la meilleure actrice pour Anne Parillaud, interprète du rôle-titre.
Le film connait plusieurs adaptations. Un remake hongkongais, Black Cat (1991), puis un américain, Nom de code : Nina (1993) et même indien avec Kartoos (1999). Deux séries télévisées voient également le jour : Nikita (1997–2001) et Nikita (2010–2013). 

## Synopsis
Nikita est un garçon-manqué. Étant en manque, elle demande au chef de sa bande, son copain Rico, de lui procurer de la drogue. Avec les autres, elle participe au cambriolage d'une pharmacie, qui s'avère appartenir au père de l'un des membres de la bande, Antoine. Mais le vol se passe mal. Le pharmacien, qui les a entendu entrer, prévient la police et descend avec son fusil pour accueillir les voleurs. Une voiture de police arrive peu après, avec à bord quatre policiers. Au cours de l'affrontement, le pharmacien, les membres de la bande et deux des policiers sont tués. Seule rescapée de sa bande, Nikita abat froidement un troisième policier, à bout portant. Arrêtée, elle est jugée pour assassinat et condamnée à la prison à perpétuité.
Une nuit, des agents des services secrets français la sortent de sa cellule et lui font une injection intraveineuse, semble-t-il pour maquiller un suicide ; la jeune femme sombre dans l’inconscience. Nikita est désormais officiellement décédée ; un simulacre d'enterrement a même lieu, auquel participe sa famille. La jeune femme se réveille soudainement dans une pièce blanche indéfinissable, où entre un homme bien habillé mais au regard dur. Après s'être crue morte, Nikita apprend de l'homme, prénommé Bob, qu'elle se trouve dans un centre d'entraînement des services secrets français. Bob lui offre un choix : soit elle accepte de travailler pour eux, soit elle finit au cimetière où elle est officiellement enterrée.
Après une phase de rébellion où elle tente de s'enfuir, Nikita accepte la proposition de Bob et commence sa formation, intensive, laborieuse et étalée sur plusieurs années, dans le centre d'entraînement dont elle ne sort jamais. Sous l'œil expert de Bob, son responsable et mentor qui se prend d'une forme d'affection pour la jeune femme, Nikita est notamment formée à la maîtrise des programmes informatiques, au maniement des armes à feu, au combat au corps à corps et à la pratique des arts martiaux, grâce à divers formateurs. Une de ses formatrices, Amande, transforme la jeune femme rebelle en une splendide femme fatale, lui enseignant notamment l'art du maquillage et des bons usages en société. Son look change complètement, devenant une femme plus séduisante et féminine, se laissant pousser progressivement les cheveux et s'habillant en jupe et robe courte avec des collants et chaussures à talons.
Un soir, Bob emmène Nikita dîner au restaurant, pour son vingt-troisième anniversaire, à l'extérieur du centre et à sa grande surprise. Mais la jeune femme ne tarde pas à découvrir que cette sortie est une mission test : à peine arrivés, Bob lui remet une arme et lui ordonne de tuer un diplomate étranger et son garde du corps, présents eux-aussi dans le restaurant bondé à quelques tables de là, puis de s'enfuir et de rejoindre le centre. Avant de s'esquiver, Bob lui indique qu'une voiture l'attend au dehors, mais qu'elle ne restera pas longtemps. Nikita, mise devant le fait accompli, mène à bien sa mission, mais découvre que son itinéraire de sortie est bloqué, la fenêtre des toilettes d’où elle doit s'échapper étant murée. Prise au piège, elle se voit contrainte d'affronter les autres gardes du corps du diplomate, qui la cernent dans les cuisines du restaurant. Après une fusillade, Nikita réussit à s'échapper et retourne à pied au centre, furieuse. Quand Bob la rejoint dans sa chambre, Nikita lui tombe dessus par surprise et le frappe, pleine de colère face à ce qu’elle considère comme une trahison. Bob parvient cependant à la calmer, lui révélant que cette mission était le test final de sa formation. La jugeant « prête », Bob lui fait peu après quitter le centre, en lui fournissant une nouvelle identité. Elle est maintenant un agent dormant du gouvernement français, sous l’identité civile fictive de Marie Clément, une infirmière qui travaille à l'hôpital de la Salpêtrière ; son nom de code d'agent dormant est « Joséphine ».
Nikita rencontre d'abord des difficultés pour s'adapter à cette nouvelle vie, mais commence à se sentir heureuse quand elle fait la connaissance de Marco, un jeune homme rencontré par hasard dans un supermarché où il était caissier. Les deux amants emménagent ensemble et se fiancent peu après. Pendant six mois, la jeune femme semble presque oublier sa véritable identité car on ne fait pas encore appel à elle. Mais un jour, un appel téléphonique des services secrets demandant « Joséphine » lui rappelle son devoir. Nikita exécute alors sa première mission : se faire passer pour une employée affectée au service de chambre d'un hôtel, lors d'une opération d’espionnage d'un des clients de l'établissement. La mission, courte et anodine, est un succès.
Quelques mois plus tard, Nikita part en vacances avec Marco à Venise, sur l'invitation de Bob (que Nikita a présenté à Marco comme son oncle) qui leur a offert les billets du voyage. Mais, au cours de leur séjour, Nikita reçoit dans sa chambre d’hôtel un nouveau coup de téléphone destiné à « Joséphine » : on lui ordonne cette fois-ci d'éliminer un individu, sur le moment inconnu ; la jeune femme s'enferme dans la salle de bain, découvrant les parties d'un fusil de précision caché dans la pièce. Remontant l'arme, elle attend l'ordre de tir. Alors que Marco tente de la rejoindre dans la salle de bain, on lui désigne sa cible, une femme. Nikita accomplit sa mission in extremis et cache l'arme dans la baignoire, quelques secondes avant que Marco n'entre dans la pièce.
Marco, qui ne sait rien de la double vie de « Marie », commence peu à peu à avoir des doutes à son sujet. En effet, le fait que sa fiancée ne lui parle jamais de sa vie passée, de sa famille, mais aussi son manque d'amis, ainsi que les comportements étranges qu'elle adopte parfois lorsqu'elle doit exécuter des missions à son insu, l'intriguent de plus en plus. Il finit par découvrir la vérité.
Au cours de sa dernière mission, on confie à Nikita la responsabilité d’infiltrer l'ambassade parisienne d'un pays étranger, pour recueillir des preuves que l'ambassadeur achète des renseignements sur des secrets industriels français. Après une longue mise au point, elle capture l'ambassadeur dans un appartement et utilise un agent de son équipe comme sosie pour préparer l'infiltration de l'ambassade. Mais la mission ne se passe pas comme prévu : l'ambassade ayant mis à jour ses codes de sécurité, la mission tombe à l'eau. Après un appel à ses supérieurs, Nikita apprend qu'on lui envoie Victor, un « nettoyeur » du service, pour faire disparaître l'ambassadeur et éliminer ses gardes du corps. Nikita et son complice hésitent à s'enfuir mais finalement attendent Victor, qui tue les gardes du corps de l'ambassadeur, ramenant leurs corps dans l’appartement. Mais durant le « nettoyage » des corps à l'acide dans une baignoire, le sosie de l’ambassadeur devient fou et tire sur Victor, qui riposte et le tue. Nikita se voit alors contrainte par Victor à aller elle-même à l'ambassade avec lui, sous le déguisement de l'ambassadeur.
Mais, peu après être arrivés à l’ambassade, ils sont découverts et la mission finit en bain de sang. Au cours de la fusillade, Victor tue plusieurs gardes de l’ambassade mais est touché lui aussi. Réussissant à s'échapper en faisant franchir à leur véhicule un mur de briques, la voiture s’arrête peu après à un feu rouge. Nikita quitte alors le véhicule conduit par Victor (celui-ci, criblé de balles, vient de mourir), puis disparaît dans la nature.
Nikita est alors recherchée par les services secrets français. Bob vient à la rencontre de Marco, pour tenter de savoir où se trouve la jeune femme, mais aussi pour récupérer les renseignements qu'elle avait recueillis à l'ambassade. Marco l'informe qu’elle est partie et qu'elle ne reviendra pas. Lui donnant les microfilms de l'ambassade, il l'informe également qu'elle lui avait laissé une lettre, que Marco a détruite. Les deux hommes conviennent finalement qu'elle va leur manquer.

## Fiche technique
Sauf indication contraire, les informations mentionnées dans cette section peuvent être confirmées par la base de données cinématographiques IMDb,  présente dans la section « Liens externes ».
- Titre original : Nikita
- Titre américain : La Femme Nikita
- Réalisation et scénario : Luc Besson
- Musique : Éric Serra
- Photographie : Thierry Arbogast
- Costumes : Anne Angelini, Valentine Breton Des Loys et Mimi Lempicka
- Montage : Olivier Mauffroy
- Photographe de plateau : Patrick Camboulive
- Décors : Dan Weil
- Son : Michel Barlier, Pierre Befve et Gérard Lamps
- Production : Patrice Ledoux, Claude Besson, Luc Besson, Mario Cecchi Gori et Vittorio Cecchi Gori
- Sociétés de production : Gaumont, Les Films du Loup et Cecchi Gori Group Tiger Cinematografica (it)
- Société de distribution : Gaumont
- Pays de production :  France,  Italie
- Langues de tournage : français, italien[2]
- Format : couleur (Eastmancolor) - 2,35:1 - 35 mm - son Dolby SR
- Genre : thriller, espionnage, action
- Durée : 118 minutes
- Date de sortie :
  - France : 21 février 1990
- Classification[3] :
  - États-Unis : R - Restricted
  - France : tous publics avec avertissement

## Distribution
- Anne Parillaud : Nikita
- Tchéky Karyo : Bob
- Jeanne Moreau : Amande[4],[5]
- Jean-Hugues Anglade : Marco
- Marc Duret : Rico
- Jean Reno : Victor, le nettoyeur
- Patrick Fontana : Coyotte
- Alain Lathière : Zap
- Laura Chéron : la punk
- Jacques Boudet : le pharmacien
- Pierre-Alain de Garrigues : l'un des policiers à la pharmacie
- Roland Blanche : le policier chargé de l'interrogatoire
- Philippe Dehesdin : un magistrat
- Philippe Leroy-Beaulieu : Grossman, le chef de Bob
- Iska Khan et Heike Fisher : un couple au restaurant
- Edith Perret : la dame de l'agence
- Hubert Gillet : l'un des agents à l'hôtel
- Pétronille Moss : la serveuse du salon de thé
- Éric Prat : un agent immobilier
- Mia Frye : la femme pressée
- Olivier Hémon : un homme en retard
- Philippe du Janerand : l'ambassadeur / Jules, son sosie
- Jean-Claude Bolle-Reddat : l'un des gardiens de l'ambassade
- Jean Bouise : l'attaché à l'ambassade

## Production

### Genèse et développement
Luc Besson raconte qu'il a eu l'idée de créer un personnage féminin appelé Nikita, d'après la chanson du même nom d'Elton John qu'il écoute à bord d'un avion pour Los Angeles. Il imagine l'histoire d'une femme qui se bat pour sa propre survie. Il aurait écrit seul une première version du scénario durant le montage du Grand Bleu. Ce que contredit la scénariste et productrice Michèle Halberstadt, qui raconte avoir collaboré à l'écriture avec Besson, inventant des personnages et développant l'histoire. Elle a également suggéré de couper une scène, mais ne sera pas créditée pour son travail sur le scénario.
Le producteur Patrice Ledoux se montre très réticent sur le scénario, ne comprenant pas où son collaborateur veut en venir en racontant cette histoire. Mais il décide de faire confiance à son poulain et ne cillera pas davantage sur le choix de l'actrice principale[réf. nécessaire].

### Attribution des rôles

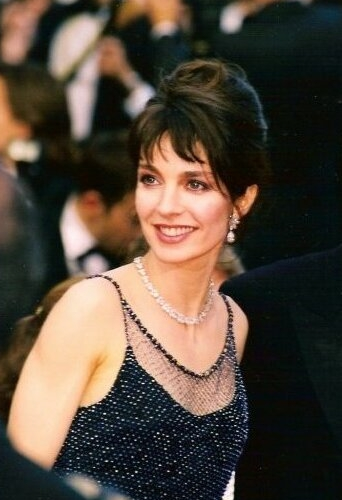
Anne Parillaud en 1998.

Luc Besson propose le rôle de Nikita directement à sa compagne de l'époque, Anne Parillaud. Sentant en elle des capacités à jouer certaines choses, le cinéaste saisit l'occasion pour réparer une injustice et laver la mauvaise image imposée à la jeune actrice après des années d'échecs cinématographiques, notamment les films aux côtés de son ex-compagnon Alain Delon. Pourtant, après avoir lu les premières pages du script, Anne Parillaud ne se montre pas intéressée par le rôle. Elle demande alors à Luc Besson d'auditionner une autre candidate pour le cas où elle ne parviendrait pas à bien jouer les premières scènes[réf. nécessaire].
Le réalisateur fait appel à Tcheky Karyo pour interpréter Bob. Il le supplie d'accepter le rôle sans pour autant lui faire lire le script. Il lui précise qu'il fait partie d'un trio de personnages dont il rêve. Karyo s'engage les yeux fermés[réf. nécessaire].
Dans la foulée, Besson choisit Jean-Hugues Anglade pour celui de Marco, l'amoureux de Nikita. Il apparaissait déjà dans Subway.
Nikita est le dernier film de Jean Bouise, qui avait participé à tous les films de Luc Besson. Il meurt des suites d'un cancer du poumon quatre jours avant la fin du tournage. Le film lui est dédié.
Le personnage de Victor, le « nettoyeur » joué par Jean Reno, servira de base à ce dernier et à Luc Besson pour créer en 1994 le tueur à gages de son film Léon.

### Tournage
Au départ, Luc Besson caresse l'idée de tourner aux États-Unis où il a noué plusieurs contacts. Il appelle alors Tchéky Karyo pour lui affirmer qu'il serait obligé de réviser sa distribution, pensant choisir notamment Christopher Walken ou encore Mickey Rourke pour le rôle de Bob. Finalement, Luc Besson décide de tourner le film en France et organise un dîner avec Anne Parillaud et Tcheky Karyo afin de créer l'intimité qu'ils ressentent dans le film[réf. nécessaire].
De son côté, Anne Parillaud commence une longue période d'entraînement militaire. Elle reprend des cours de théâtre, de maniement d'armes à feu, d'arts martiaux et de savoir-vivre. Luc Besson l'envoie chez un orthophoniste deux fois par semaine pour qu'elle apprenne à bien articuler, à bien s'exprimer, afin de faire disparaître son accent trop « Titi parisien ». Elle doit particulièrement manier un Desert Eagle, une arme incroyablement lourde. Ce pistolet semi-automatique pique du nez lorsqu'elle le tient à bout de bras. Elle s'entraîne donc pendant dix minutes à le garder à la main tout en bougeant le poignet pour le fortifier. Gardant son arme en permanence dans son sac-à-main, elle se fait appréhender par des policiers un jour où elle s'exerce dans sa voiture. L'actrice leur répond « Relax ! Ce sont des faux, c'est juste pour m'entraîner. ». La préparation physique prend des proportions inattendues. Le réalisateur modèle sa comédienne et tente même de lui faire perdre ses repères pour qu'elle devienne vraiment Nikita. De ce fait, Anne Parillaud passe un mois et demi à mener une vie isolée dans une usine désaffectée, ne devant ni se laver ni écouter de la musique. Elle reçoit cinq francs par jour de la production pour vivre et peut se permettre quelques sorties mais en gardant la perruque et le costume de son personnage. Il lui arrive de temps en temps de dormir dans le métro quand il fait trop froid dans l'usine[réf. souhaitée].
Luc Besson quant à lui découvre à Pantin une usine désaffectée de la Seita. Un ensemble d'immeubles des années 1940-1950 de 20 000 m2 qui sont transformés en studio, puis bureaux pour la production. La chambre de Nikita, la prison, les cuisines du restaurant Le Train bleu, la pharmacie sont tous reconstitués sur place. Tout à fait par hasard, un groupe de policiers vient s'y exercer au tir et à la simulation de prise d'otage deux fois par semaine. Ils acceptent qu'Anne Parillaud prenne part à leurs exercices pour renforcer davantage sa préparation à la dure[réf. nécessaire].

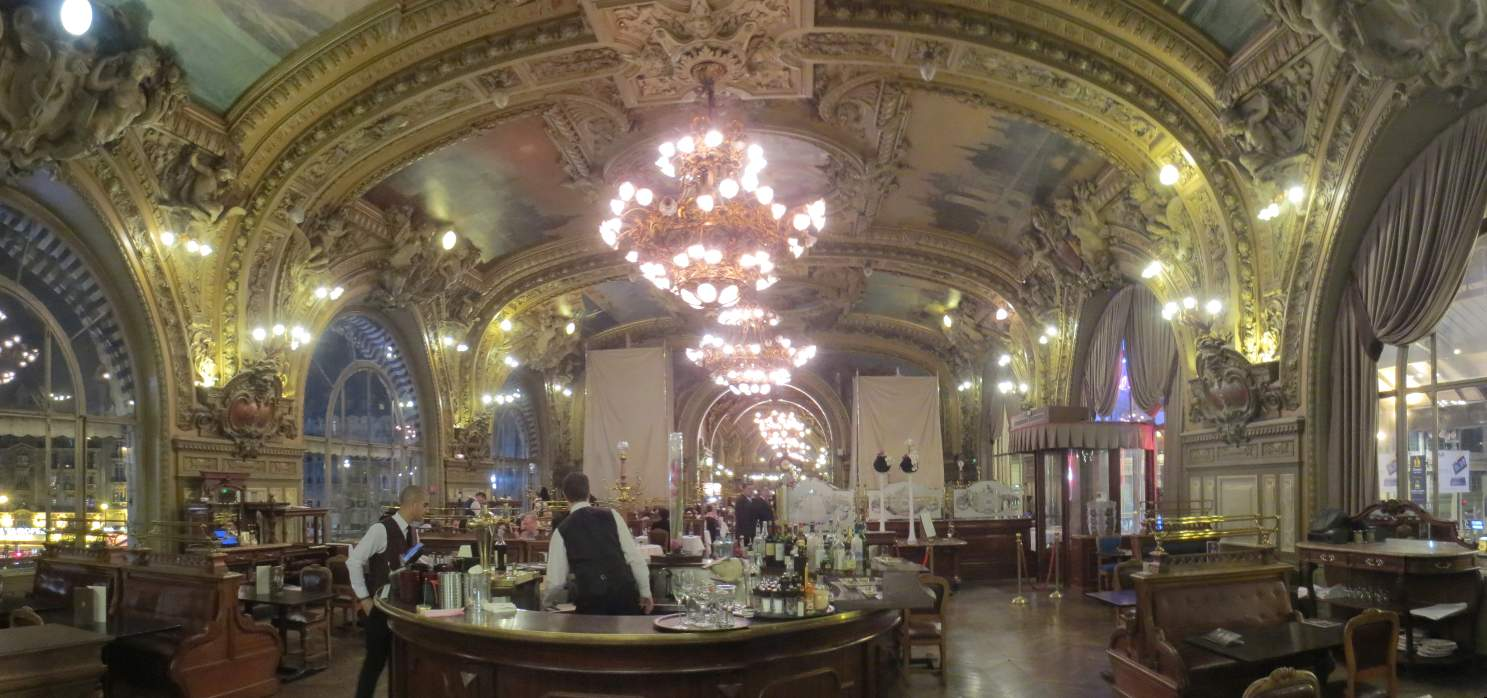
Vue intérieure du Train bleu, le restaurant où se déroule la première mission de Nikita.

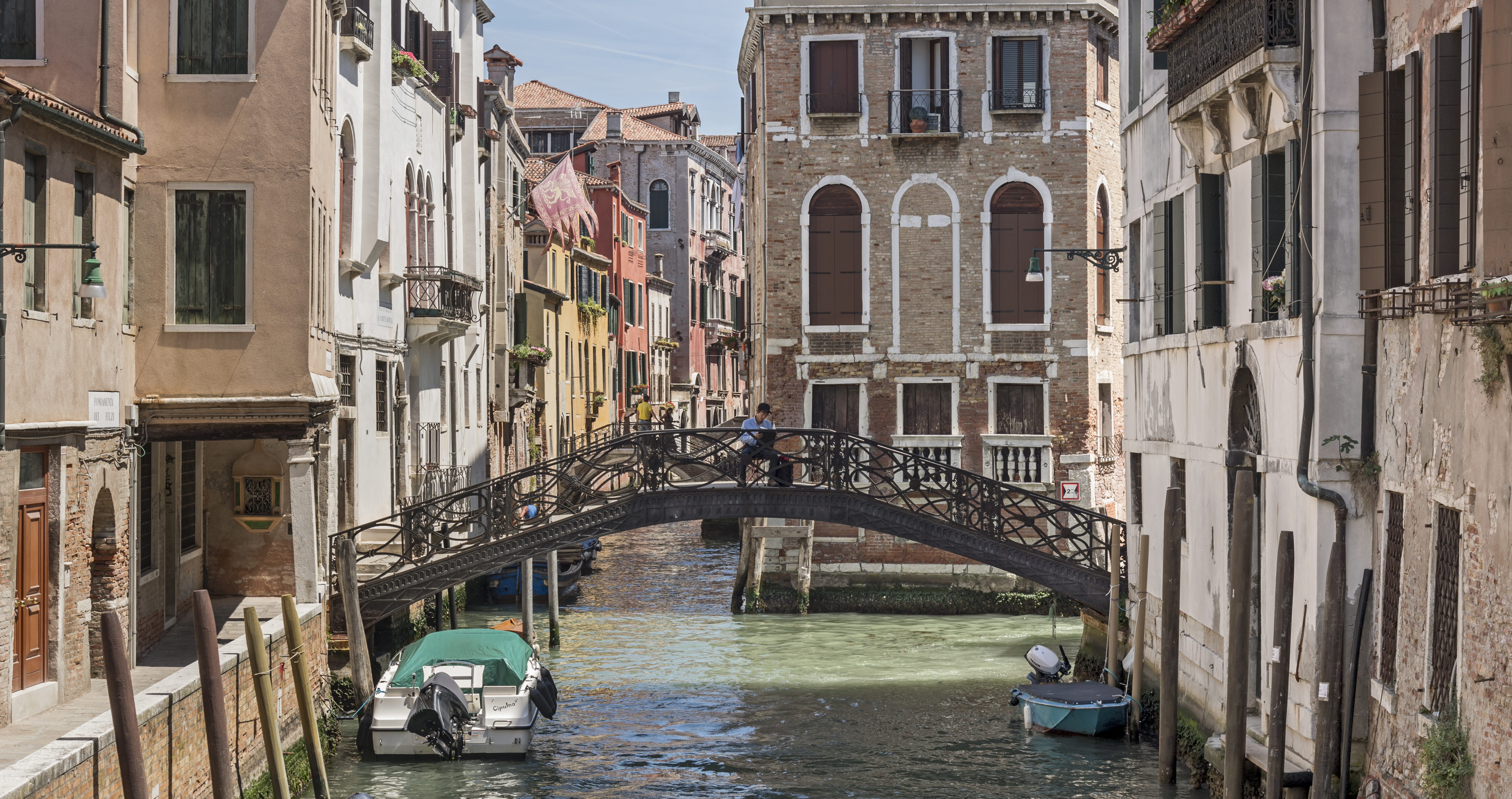
Quelques scènes sont tournées à Venise notamment près du Ponte dei Conzafelzi

Le tournage a lieu du 13 février au 10 juillet 1989 et se déroule entre Paris et Venise. À Paris, des scènes sont tournées dans le 13e arrondissement (quai de la Gare), sur le boulevard Saint-Germain ou encore dans le 7e arrondissement (croisement des rues Louis-Codet et Joseph-Granier). Le tournage au Train bleu, restaurant situé au 1er étage de la gare de Lyon  dans le 12e arrondissement, s'est déroulé sur trois nuits après la fermeture de l'établissement avec une partie du personnel (chefs de rang et maîtres d'hôtel) accompagnés de figurants dans les rôles de la clientèle. Quelques plans sont tourné en périphérie de la capitale notamment rue de la République à Puteaux. À Venise, l'équipe tourne notamment près du Ponte dei Conzafelzi
Fait assez rare, les scènes sont tournées dans l'ordre chronologique, Besson ayant peur que son actrice perde en route l'évolution de Nikita qui commence punk à vingt ans et finit en couple à trente. Tandis que l'équipe s'habitue à l'aspect « Tirer dans tous les coins », l'ambiance change radicalement à l'arrivée de Jeanne Moreau. Dès lors les techniciens s'habillent mieux et améliorent leur langage face au caractère imposant de l'actrice[réf. nécessaire].
À partir de ce film, Luc Besson ne collabore plus avec le directeur de la photographie Carlo Varini mais avec Thierry Arbogast.
Durant le tournage, le couple Besson-Parillaud se met d'accord pour ne pas habiter ensemble afin d'éviter que leur vie personnelle ne casse le personnage de Nikita[réf. nécessaire].
Lorsqu'il a joué la seule scène où Nikita, Bob et Marco apparaissent ensemble, Tcheky Karyo ne pouvait s'empêcher de rire. De ce fait, il a tourné ses gros plans à part, sans personne en face de lui, afin de garder sa concentration dans son jeu[réf. nécessaire].

### Musique
Albums de Éric Serra
Le Grand Bleu
(1988) Atlantis
(1991)
La musique du film est composée par Éric Serra, qui réalise ici sa 5e collaboration avec Luc Besson, après L'Avant-dernier (1981), Le Dernier Combat (1983), Subway (1985) et Le Grand Bleu (1988). Pour son travail, le compositeur est nommé au César de la meilleure musique originale lors de la 16e cérémonie des César. Le prix sera finalement obtenu par Jean-Claude Petit pour Cyrano de Bergerac.
Liste des titres
1. Rico's Gang Suicide
2. Playing on Saucepans
3. As cold as Ice
4. The Sentence
5. Paradise?
6. Failed Escape
7. Learning Time
8. A Smile
9. Fancy Face
10. First Night Out
11. Tipokmop
12. The Last Time I Kiss You
13. The Free Side
14. I Am on Duty !
15. Josephine And the Big Dealer
16. Mission in Venice
17. Fall
18. Let's Welcome Victor
19. Last Mission
20. We Will Miss You
21. The Dark Side of Time

## Accueil

### Critique
En France, les critiques du film sont partagées. Le site Allociné lui donne une note moyenne de 2,8 sur 5, sur la base de 5 titres de presse collectés.
Du côté des avis positifs, Maurice Fabre écrit dans France-Soir : « Luc Besson sait imprimer au récit un rythme ardent et spectaculaire où des scènes d'intimisme amoureux apportent le repos de la guerrière ». Gérard Lefort de Libération trouve au film quelques faiblesses mais l'apprécie quand même globalement : « On aurait beau tempêter sur ses naïvetés désarmantes (…), pester sur ses invraisemblances (…) s'interroger enfin sur sa violence (…) le noyau dur de ce film atomique resterait cependant intact ».
Du côté des avis négatifs, Iannis Katsahnias des Cahiers du cinéma regrette que « L'inspiration surprise du film n'était qu'un pétard mouillé ». Dans Le Monde, Michel Braudeau écrit « Nikita est un film assez violent, facilement répugnant, avec de gros rires gras après beaucoup de chair éclatée ». Dans Positif, on peut lire : « Hésitant entre le réalisme et la stylisation, (…) Luc Besson ne réussit qu'à distiller sur l'écran panoramique (…) l'ennui dans les grandes largeurs ». Pour Cyril Frey du Nouvel Observateur, le film est « un produit marketing qui n'a vécu que par son affiche, son titre claquant comme une rafale de mitraillette, par la construction minutieuse d'un événement interdit avant projection aux journalistes mal pensants ».
Dans le monde anglophone, les avis sont également partagés. Sur le site agrégateur de critiques Rotten Tomatoes, le film obtient un score de 89 % d'avis favorables, sur la base de 45 critiques collectées et une note moyenne de 7,10/10 ; le consensus du site indique : « [Le film est un] thriller loufoque et incontrôlable qui donne à Anne Parillaud un grand éventail de personnages et beaucoup d'espace émotionnel pour travailler ». Sur Metacritic, le film obtient un note moyenne pondérée de 56 sur 100, sur la base de 16 critiques collectées ; le consensus du site indique : « Avis mitigés ou moyens ».
Plusieurs critiques américains célèbres, comme Gene Siskel et Roger Ebert, ont apprécié le film,.

### Box-office
En France, Nikita a connu un succès public avec 3 546 077 entrées. C'est le 8e meilleur film au box-office français de 1990. Il est le premier film français à dépasser la barre des cinq millions de dollars de recettes aux États-Unis.
| Pays ou région    | Box-office        |
| ----------------- | ----------------- |
| France            | 3 787 845 entrées |
| États-Unis        | 1 200 000 entrées |
| Italie            | 806 773 entrées   |
| Allemagne         | 258 765 entrées   |
| Russie            | 18 611 entrées    |
| Total hors France | 2 284 149 entrées |
| Total Monde       | 6 071 994 entrées |

## Distinctions
Source : Internet Movie Database

### Récompenses
- MystFest 1990 : meilleur acteur pour Tchéky Karyo (également pour son rôle dans Corps perdus)
- César 1991 : meilleure actrice pour Anne Parillaud
- Prix David di Donatello 1991 : meilleure actrice étrangère pour Anne Parillaud
- Rubans d'argent 1991 : meilleur réalisateur étranger pour Luc Besson

### Nominations
- MystFest 1990 : meilleur film
- César 1991 : meilleur film, meilleure photographie pour Thierry Arbogast, meilleur réalisateur pour Luc Besson, meilleur montage pour Olivier Mauffroy, meilleure musique pour Éric Serra, meilleurs décors pour Dan Weil, meilleur son pour Michel Barlier, Pierre Befve et Gérard Lamps, meilleur espoir masculin pour Marc Duret.
- Awards of the Japanese Academy 1992 : meilleur film en langue étrangère
- Golden Globes 1992 : meilleur film en langue étrangère

## Commentaires

### Erreurs et incohérences
- Lors de la scène d'ouverture, Zap (le punk torse-nu aux cheveux longs) tient la hache avec sa main droite puis traîne le corps de sa punk avec sa main gauche. Au changement de plan, la hache et le corps ont les places inversées dans les mains (la hache à gauche et le corps à droite)[20].
- Dans l'hôtel de Venise, après que Nikita a abattu la femme en marron, Marco entre dans la salle de bain et la fenêtre n'est plus brisée.

### Truquages
- Au moment où Nikita arrache un bout de la barre en bois, on voit nettement que le morceau a déjà été prédécoupé.
- Lorsque Nikita est tirée par terre par des agents de Police, on peut apercevoir la protection dorsale d'Anne Parillaud.
- Au moment où Nikita est sous sa douche, après l'échec de la mission avec l'ambassadeur, on peut vaguement apercevoir le caméraman dans le reflet de l'un des carreaux blancs de la cabine.

### Fin du film
À la suite du tournage dans l'ordre chronologique, Besson voulut retravailler la fin initiale qui ne lui convenait pas car ne correspondant pas à l'évolution des personnages. Il interrompit la production pour des réécritures. Le cinéaste déclare en 2023 que c'est le film qui le satisfait le moins à cause de l'épilogue.
À l'origine, le film devait se terminer de manière très sombre : après l'échec d'une mission, Nikita était trahie par les services secrets et Marco se faisait tuer. Par la suite, elle partait en mission commando pour se venger. Après qu'elle avait tué tous les occupants des locaux de la rue Ortez, Bob la laissait finalement vivre et Nikita s'en allait en plein jour dans les rues de Paris, déguisée en punk[réf. souhaitée].
Finalement, il réécrit une fin moins dramatique dans laquelle Nikita disparaît après l'échec de la mission, puis Bob rend visite à Marco pour lui révéler la double vie de sa petite amie. Besson a écrit une troisième version destinée à un remake américain, qui n'a jamais été utilisée[réf. souhaitée].

## Édition vidéo
Le film sort en Blu-ray le 13 novembre 2019 en France, dans un coffret Édition spéciale de la Fnac qui comprend les films Nikita, Lucy et Anna de Luc Besson.

## Postérité et adaptations
Nikita a fait l'objet de plusieurs remakes au cinéma et a aussi été adapté à la télévision.

### Cinéma
En 1991 sort Black Cat (黑猫), film canado-hongkongais de Stephen Shin, avec Jade Leung (en). Ce dernier est un remake non-officiel, la production n'ayant pas réussie à acheter les droits d'adaptation. Il sera suivi par Black Cat 2 (1992), toujours mis en scène par Stephen Shin.
Un remake américaine voit ensuite le jour avec Nom de code : Nina (The Assassin en version original). Sorti en * 1993 et réalisé par John Badham, il met en scène Bridget Fonda dans le rôle-titre et Gabriel Byrne dans le rôle de son mentor. Ce dernier sera à son tour adapté dans le film indien Kartoos.

### Télévision
Nikita a été adaptée à deux reprises en séries télévisées. La première, Nikita (La Femme Nikita), est une coproduction canado-américaine créée par Robert Cochran. Diffusée entre * 1997-2001, elle connait 5 saisons et 95 épisodes de 45 minutes. Nikita y est incarnée par l'Australienne Peta Wilson.
La chaine The CW relance ensuite avec une nouvelle série, Nikita, diffusée entre 2010-2013 durant 4 saisons. C'est cette fois Maggie Q qui incarne la tueuse.

### Jeu vidéo
En 2001, la production d'un jeu vidéo sur La Femme Nikita (sur Xbox et Windows) était initialement prévue par la société Atari (ex-Infogrames), mais fut par la suite annulée.

### Dans la culture populaire
- Dans Filles perdues, cheveux gras (2002) de Claude Duty, le chat d'une des héroïnes principales s'appelle Nikita.
- Dans La Deuxième Étoile (2017) de Lucien Jean-Baptiste, le personnage incarné par Medi Sadoun demande à l'un de ses complices : « Quoi, t'as pas vu Nikita ? ».
- Dans la série Metal Gear, une arme est baptisée « Nikita », en hommage au film.
- Dans la série Nikita (saison 1, épisode 14), le personnage de Nikita utilise comme couverture le nom de « Joséphine Besson », en référence au nom de l’héroïne et du réalisateur du film original.
- Terrordrome V, une compilation de musique électronique de Gangstar Toons Industry, utilise certains samples du film.